# Barker und Wittenborner Heide
Barker und Wittenborner Heide este o arie protejată (arie de protecție specială avifaunistică — SPA) din Germania întinsă pe o suprafață de 1.392 ha, integral pe uscat.

## Localizare
Centrul sitului Barker und Wittenborner Heide este situat la coordonatele 53°56′19″N 10°08′29″E / 53.9386°N 10.1414°E.

## Înființare
Situl Barker und Wittenborner Heide a fost declarat arie de protecție specială avifaunistică în august 2000 pentru a proteja 7 specii de animale.

## Biodiversitate
Situată în ecoregiunea atlantică, aria protejată nu include niciun habitat protejat.
La baza desemnării sitului se află mai multe specii protejate de  păsări (7): minunița (Aegolius funereus), prepeliță (Coturnix coturnix), ciocănitoare neagră (Dryocopus martius), ciuvică (Glaucidium passerinum), sfrâncioc roșiatic (Lanius collurio), ciocârlie de pădure (Lullula arborea), mărăcinar (Saxicola rubetra).